# Лойкі (Мазовецьке воєводство)
Лойкі (пол. Łojki) — село в Польщі, у гміні Лохув Венґровського повіту Мазовецького воєводства.
Населення — 174 особи (2011).
У 1975-1998 роках село належало до Седлецького воєводства.

## Демографія
Демографічна структура станом на 31 березня 2011 року:
|          | Загалом | Допрацездатний вік | Працездатний вік | Постпрацездатний вік |
| -------- | ------- | ------------------ | ---------------- | -------------------- |
| Чоловіки | 84      | 20                 | 58               | 6                    |
| Жінки    | 90      | 20                 | 49               | 21                   |
| Разом    | 174     | 40                 | 107              | 27                   |